# Le Frestoy-Vaux
Le Frestoy-Vaux ist eine französische Gemeinde mit 231 Einwohnern (Stand 1. Januar 2022) im Département Oise in der Region Hauts-de-France. Sie gehört zum Arrondissement Clermont und zum Kanton Estrées-Saint-Denis.

## Geschichte
1825 wurde Le Frétoy mit Le Ployron, Le Tronquoy und Vaux zusammengelegt; 1832 wurde Le Ployron wird wieder selbständig. Le Frétoy wurde 1914 in Le Frestoy-Vaux umbenannt.

## Bevölkerungsentwicklung
| Jahr      | 1962 | 1968 | 1975 | 1982 | 1990 | 1999 | 2007 |
| Einwohner | 211  | 223  | 246  | 220  | 209  | 209  | 208  |

## Sehenswürdigkeiten

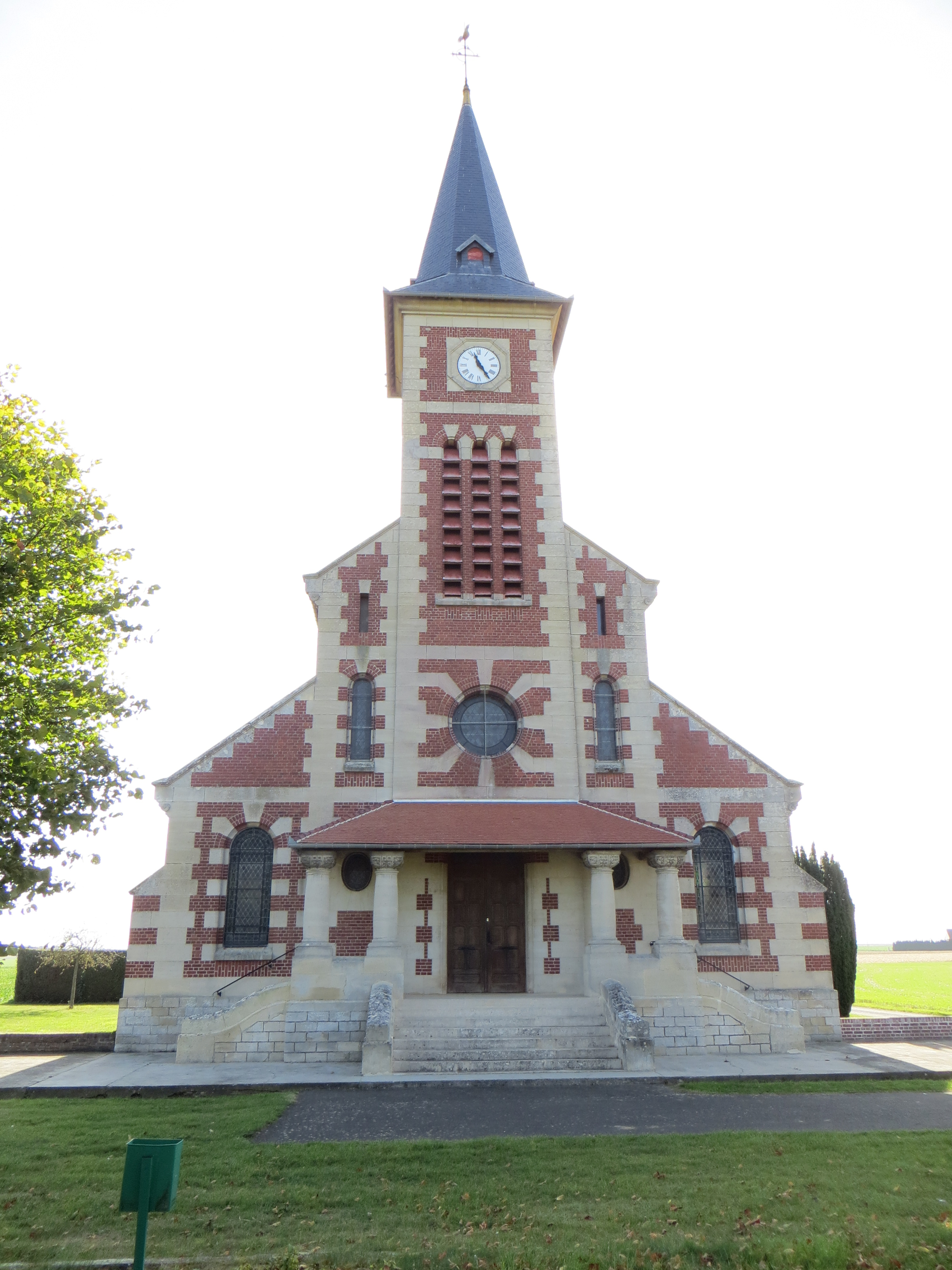
Kirche St-Léger

- Kirche St-Léger aus dem 16. Jahrhundert (siehe auch: Liste der Monuments historiques in Le Frestoy-Vaux)